# Mazda CX-80
La Mazda CX-80 è un'autovettura del tipo crossover, prodotta dalla casa automobilistica giapponese Mazda dal 2024.

## Profilo e contesto
La Mazda CX-80 è stata presentata ufficialmente il 18 aprile 2024, con le vendite iniziate a fine maggio 2024.
Come la CX-60 dal quale parzialmente deriva, la CX-80 si basa sulla piattaforma Large della Mazda, ma è più lunga di 25 cm e offre sette posti. Rispetto alla CX-60, la maggiore lunghezza è chiaramente evidente nelle porte posteriori. I motori disponibili sono un quattro cilindri in linea benzina da 2,5 litri ibrido plug-in con una potenza di 241 kW (327 CV) e un motore diesel a sei cilindri in linea da 3,3 litri con una potenza di 187 kW (254 CV). Il motore diesel è abbinato ad un sistema ibrido leggero: un impianto elettrico a 48 volt fornisce ulteriori 12 kW (17 CV). La trazione integrale è di serie su tutte le versioni e motorizzazioni. Il volume del bagagliaio varia da 258 litri con sette posti in uso, a 687 litri con cinque fino a 1971 litri con i soli due posti anteriori utilizzati. 
Il sistema sospensivo all'anteriore prevede un  doppio braccio trasversale, mentre al posteriore un multilink. L'impianto frenante idraulico è dotato di freni a disco ventilati su tutte le ruote. Lo sterzo è a pignone e cremagliera servoassistito elettricamente